# Adam Fornal
Adam Fornal (ur. 31 marca 1924 w Tarnowie, zm. 6 września 2005 w Rzeszowie) – polski aktor teatralny i filmowy.

## Życiorys
Podczas II wojny światowej, w 1943 roku został wywieziony na roboty przymusowe do Niemiec. Po zakończeniu walk i powrocie do Tarnowa, pracował jako kierownik sklepu, jednocześnie występując amatorsko w późniejszym Teatrze im. Ludwika Solskiego. W 1955 roku zdał egzamin aktorski, a w 1958 roku przeniósł się do Rzeszowa, gdzie do końca kariery scenicznej w 1991 roku występował na deskach Teatru im. Wandy Siemaszkowej, z niewielką przerwą w sezonie 1980/1981, kiedy to grał w Teatrze Dramatycznym w Elblągu. Wystąpił także w jednym spektaklu Teatru Telewizji (1970) oraz w jednej audycji Teatru Polskiego Radia (1975).
Podczas swej pracy scenicznej otrzymał Odznakę „Zasłużony Działacz Kultury” (1969), Nagrodę miasta Rzeszowa w dziedzinie kultury i sztuki za wybitne osiągnięcia aktorskie (1992) oraz Nagrodę dyrektora Teatru im. Siemaszkowej z okazji Międzynarodowego Dnia Teatru (2004).

## Filmografia
- Obok prawdy (1964) - inżynier Adam Lewicki
- Koniec naszego świata (1964) - Karol
- Gorąca linia (1965) - górnik Wardęga
- Cierpkie głogi (1966) - kierownik stadniny koni
- 150 na godzinę (1972) - Wróbel, sąsiad Dębików
- Znaki szczególne (1976) - odc. 1
- Zamach stanu (1980)
- Pałac (1980) - hrabia
- Zaproszenie (1986)